# Édouard Le Jeune
Pour les articles homonymes, voir Le Jeune.
Édouard Le Jeune, né le 20 février 1921 à Berrien (Finistère) et mort le 9 avril 2017 à Dinéault (Finistère), est un homme politique français, ancien résistant.
Il est successivement membre de l'Union centriste (UC), de l’Union pour la démocratie française (UDF), puis  de l'Union pour un mouvement populaire (UMP) depuis 2002.

## Mandat parlementaire
- Sénateur du Finistère pendant 27 ans, élu pour la première fois le 26 septembre 1971, réélu le 28 septembre 1980, il est réélu à nouveau le 24 septembre 1989 au second tour avec 52,35 % des suffrages, aux côtés de Jacques de Menou, Alain Gérard et Alphonse Arzel[3].

Tout au long de ses mandats, il est inscrit au groupe de l'Union centriste UC : (1971-1998). 
En 1998, lors des élections de septembre, il fait le choix de ne pas se présenter. Son mandat prend officiellement fin le 30 septembre 1998. 

## Mandats locaux
- Maire de Dinéault (Finistère) de 1953 à 1989, puis maire honoraire de Dinéault (Finistère).
- Vice-président et membre du conseil général du Finistère de 1968 à 1988.
- Conseiller régional de Bretagne de janvier 1974 au 16 mars 1986.

## Autres
En 1969, Édouard Le Jeune fonde le Parc naturel régional d'Armorique, le 2e Parc naturel régional crée en France, comprenant plus de 176 000 hectares de paysages remarquables et d'espaces naturels préservés, sur 39 communes, dont les îles de Sein, Molène et Ouessant. Il devient alors son premier président avant de laisser la main à son ami et ancien député du Finistère Jean-Yves Cozan. Edouard Le Jeune fut par la suite président d'honneur du syndicat mixte du parc naturel régional d'Armorique. Il compte alors parmi les anciens membres du bureau national de la Fédération des Parcs.

## Décorations
Ancien résistant au cours de la Seconde Guerre mondiale, Édouard Le Jeune est par la suite décoré de la médaille de la Résistance française et de la croix du combattant volontaire récompensant les combattants qui ont choisi spontanément de servir dans une unité combattante à partir de la guerre 1939-1945.
Il est fait chevalier de l'ordre national de la Légion d'honneur  par le président de la République Jacques Chirac en 1999,, puis officier de l'ordre national du Mérite en 2006.